# エリック・マクルーハン
エリック・マクルーハン（英語: Eric McLuhan, 1942年1月19日 – 2018年5月18日）は、カナダのコミュニケーション理論家、メディアエコロジー研究者。マーシャル・マクルーハンの長男。

## 生涯
1972年にウィスコンシン州立大学でコミュニケーションの理学士号を、1980年にダラス大学で英文学の修士号と1982年に博士号をそれぞれ取得した。
父マーシャルの死後にその名前で著書をいくつも出していたことから、ゴーストライターだと思われていたこともある。フォーダム大学や母校のウィスコンシン州立大学、ヨーク大学などで英文学を教え、トロント大学の文化と技術におけるマクルーハンプログラムとマクルーハンプログラムインターナショナルで教鞭を執った後、トロントのハリス芸術研究所で17年間メディア研究のディレクターを務めた。父マーシャルの思想の発展にも取り組み、要旨をまとめた『エッセンシャル・マクルーハン』の編集（フランク・ジンゲロンとの共同）、ウェブマガジン『マクルーハン研究』を主宰した。
ラサバナ大学でコミュニケーション博士の就任演説を行った翌日の2018年5月18日、ボゴタにおいて心停止で死去。76歳だった。